# Ervilia concentrica
Ervilia concentrica is een tweekleppigensoort uit de familie van de Semelidae. De wetenschappelijke naam van de soort is voor het eerst geldig gepubliceerd in 1860 door Holmes.